# Amulet

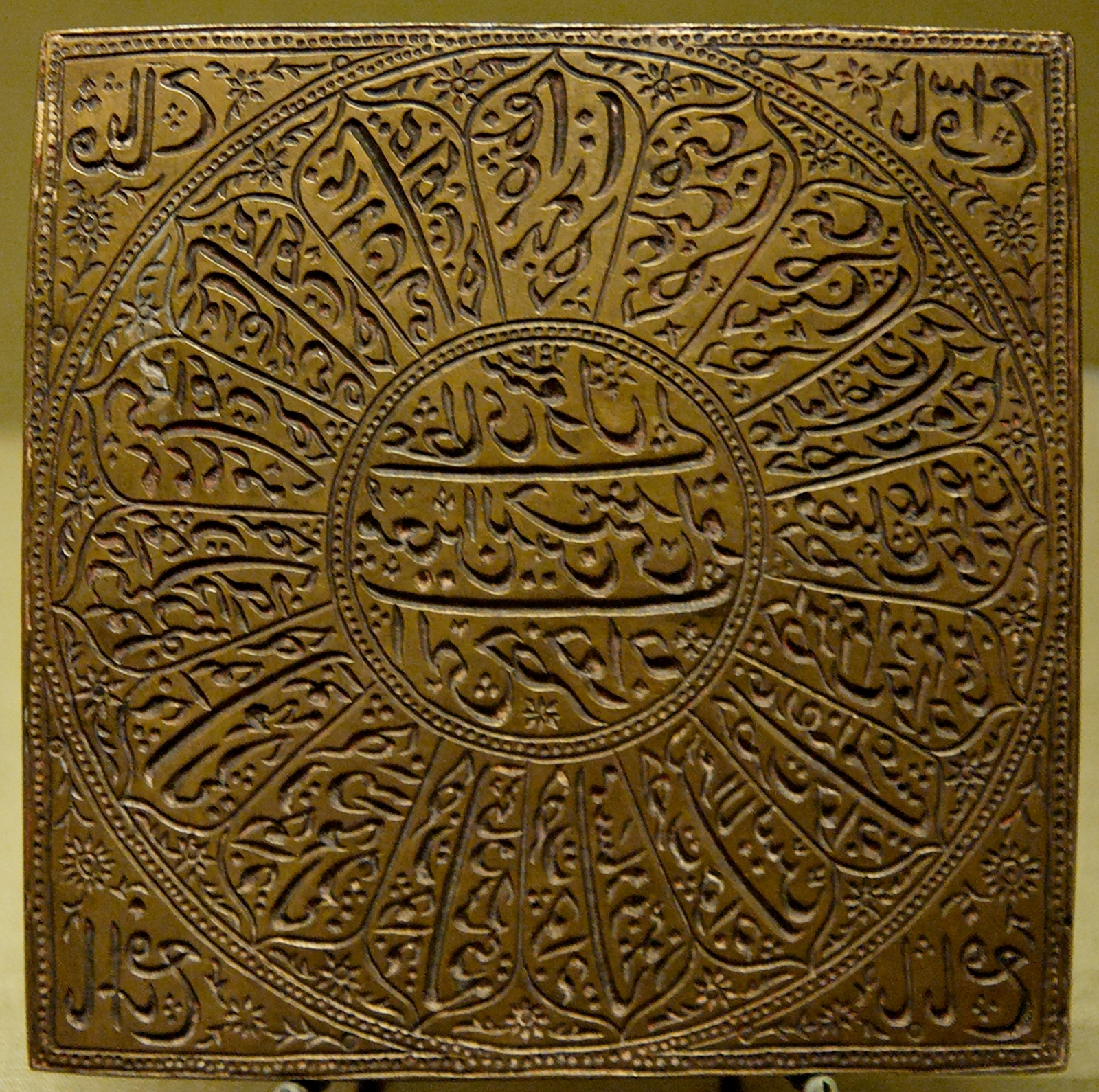
Talisman, Louvre

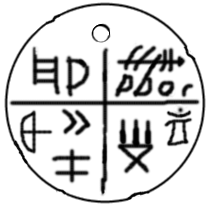
Tekening van een van de Tărtăriatabletten

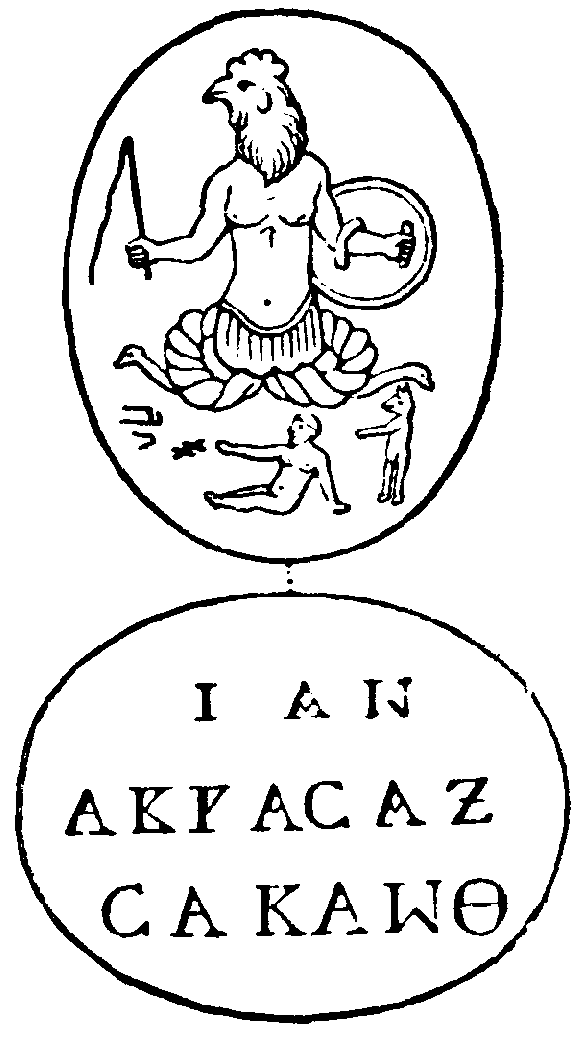
Abraxas, afbeelding uit het Nordisk familjebok (een encyclopedie)

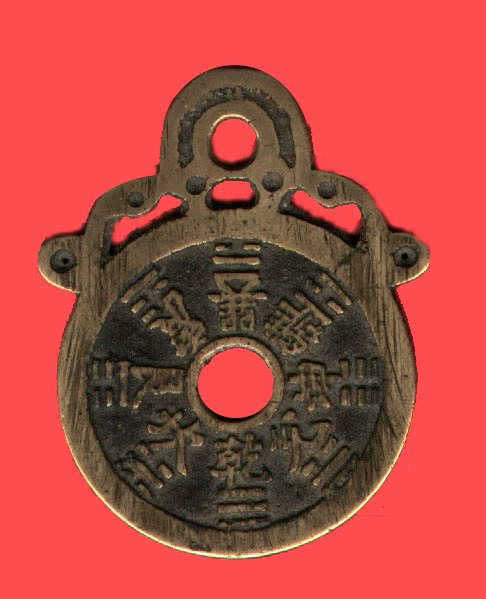
Bagua op een Chinese amulet

Een amulet of talisman of fetisj is een voorwerp waarvan wordt geloofd dat het bescherming zou bieden tegen gevaar, ziekte en ongeluk. Een onderscheid dat al eens gemaakt wordt, is dat een amulet negatieve krachten afweert en dat een talisman positieve krachten aanwendt en zelfs van op afstand kan werken. Veel gebruikt als amulet zijn: (edel)stenen, muntjes, tekeningen, ringen, religieuze objecten (Oog van Horus, christelijk kruis, Boeddhabeeldje), planten (bijvoorbeeld het klavertjevier, zie ook afweerkruid) en (delen van) dieren.
Hoewel het begrip eenzelfde soort voorwerp aanduidt, ligt de nadruk bij een amulet meer op bescherming en het behoeden voor gevaar. Een talisman doet hetzelfde maar is daar afgeleid van ook een geluksbrenger in de ogen van de gebruikers.
De Cyranides is een anonieme encyclopedie over amuletten uit de 1e eeuw v.Chr.. Plinius de Oudere beschrijft amuletten die gebruikt worden voor het genezen van een ziekte, de verlichting van pijn of bescherming tegen zwarte magie in boek 30 van zijn Naturalis historia.
In de Indiculus superstitionum et paganiarum uit de 8e eeuw werd het gebruik van amuletten afgekeurd.
De keuze van bergkristal als drinkglas of als deel van middeleeuwse sieraden kan worden toegeschreven aan het geloof dat deze kristallen zouden breken of verkleuren wanneer zij met gif in aanraking kwamen. Zo werd de keten een amulet die de koning beschermde.

## Gerelateerde onderwerpen
- Fylacterion
- Mascotte
- Apotropaeon
- Bijgeloof
- Totem
- Talisman van Karel de Grote

## Afbeeldingen

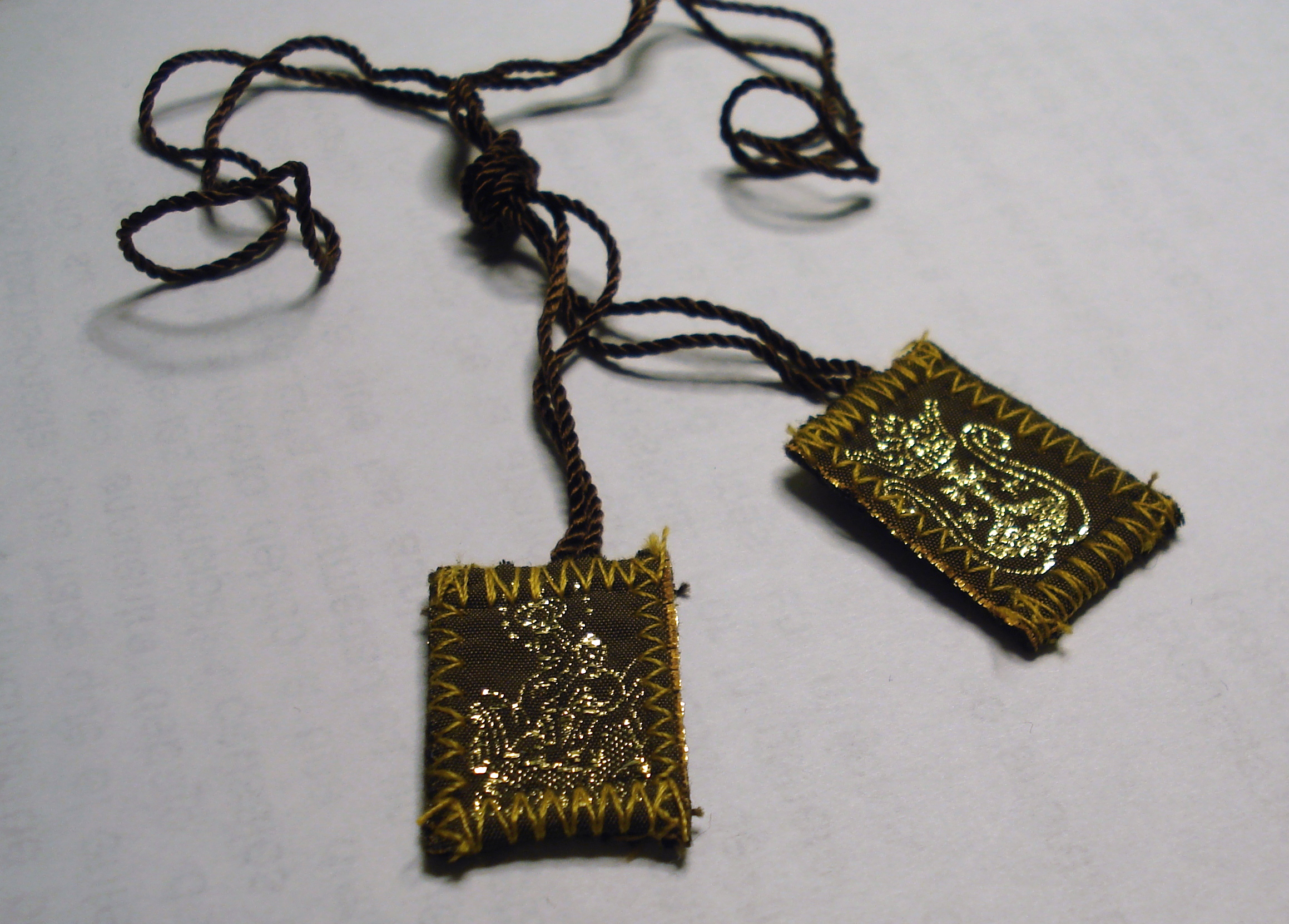
Amuletten
Oud Romeins magisch amulet, zie Satorvierkant
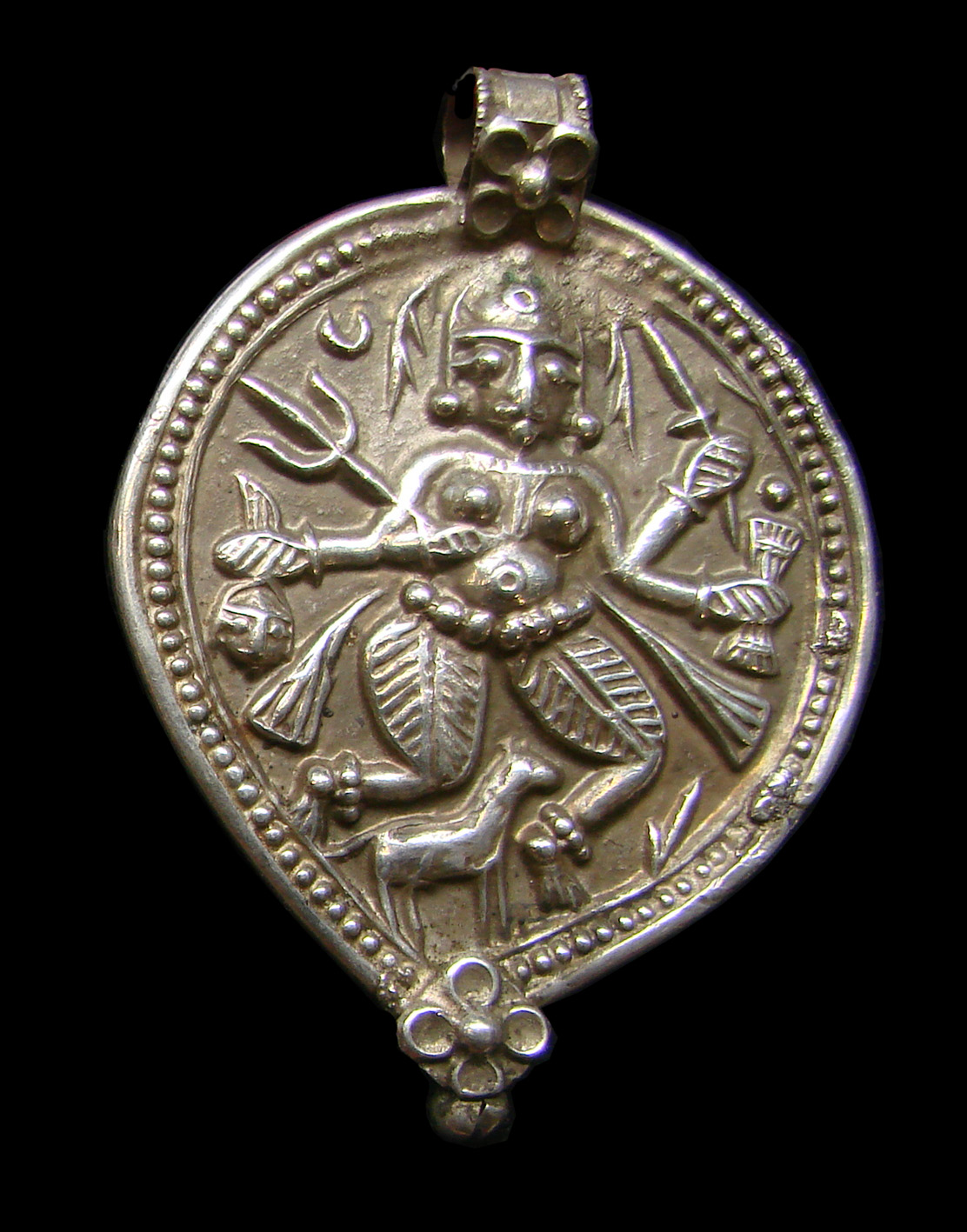
Amulet uit Rajasthan
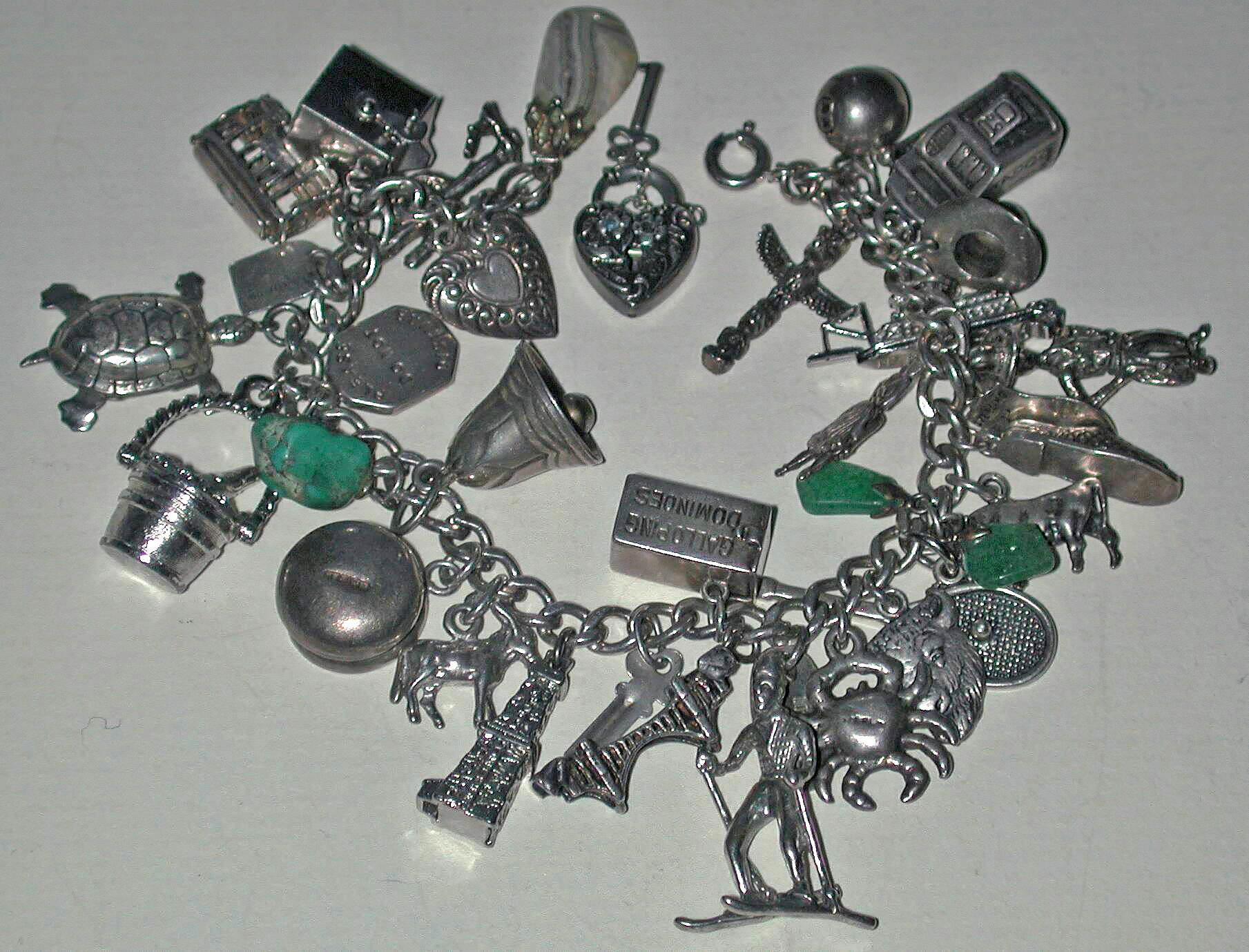
Bedelarmband
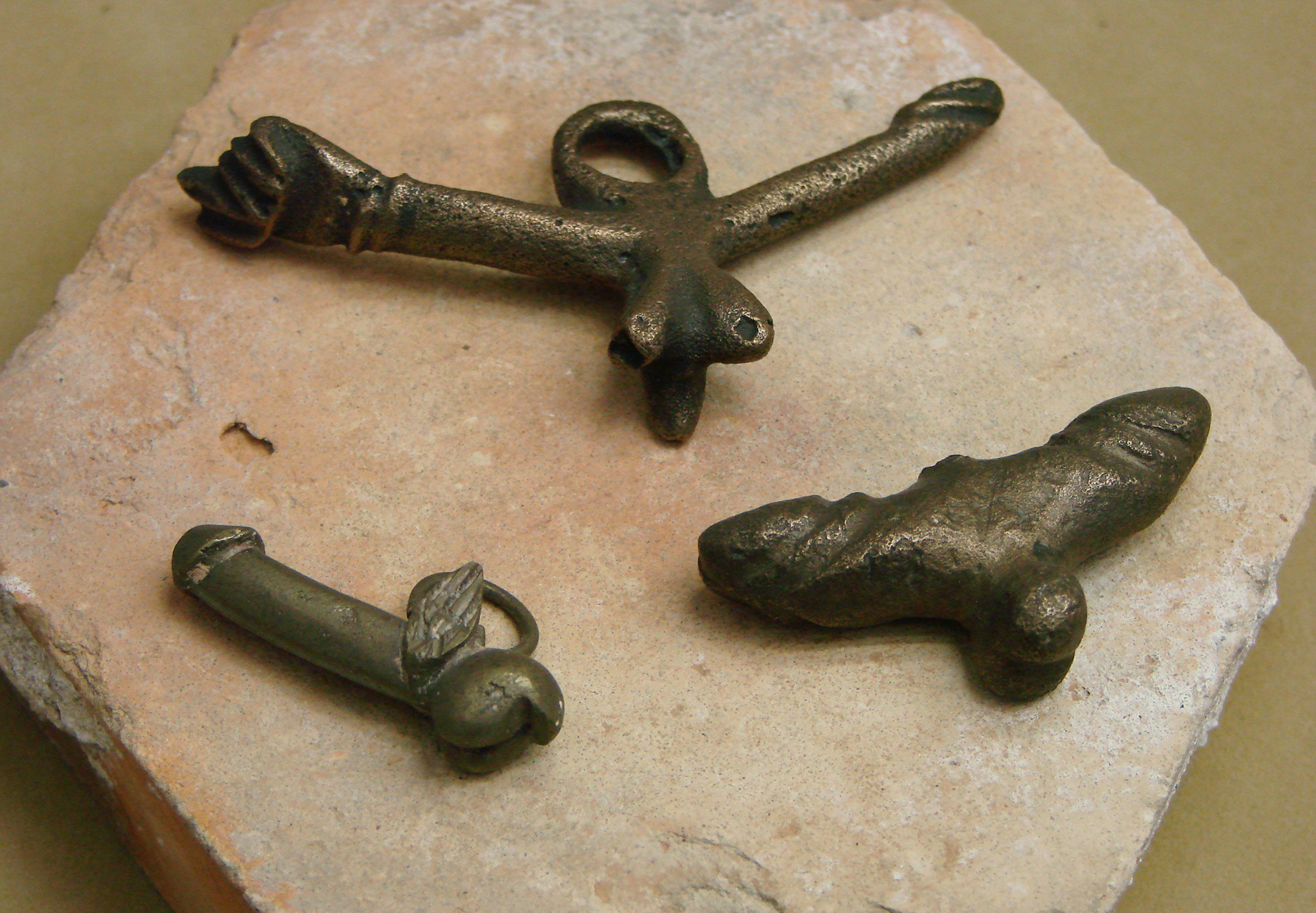
Gallisch-Romeinse amuletten in een museum in Reims
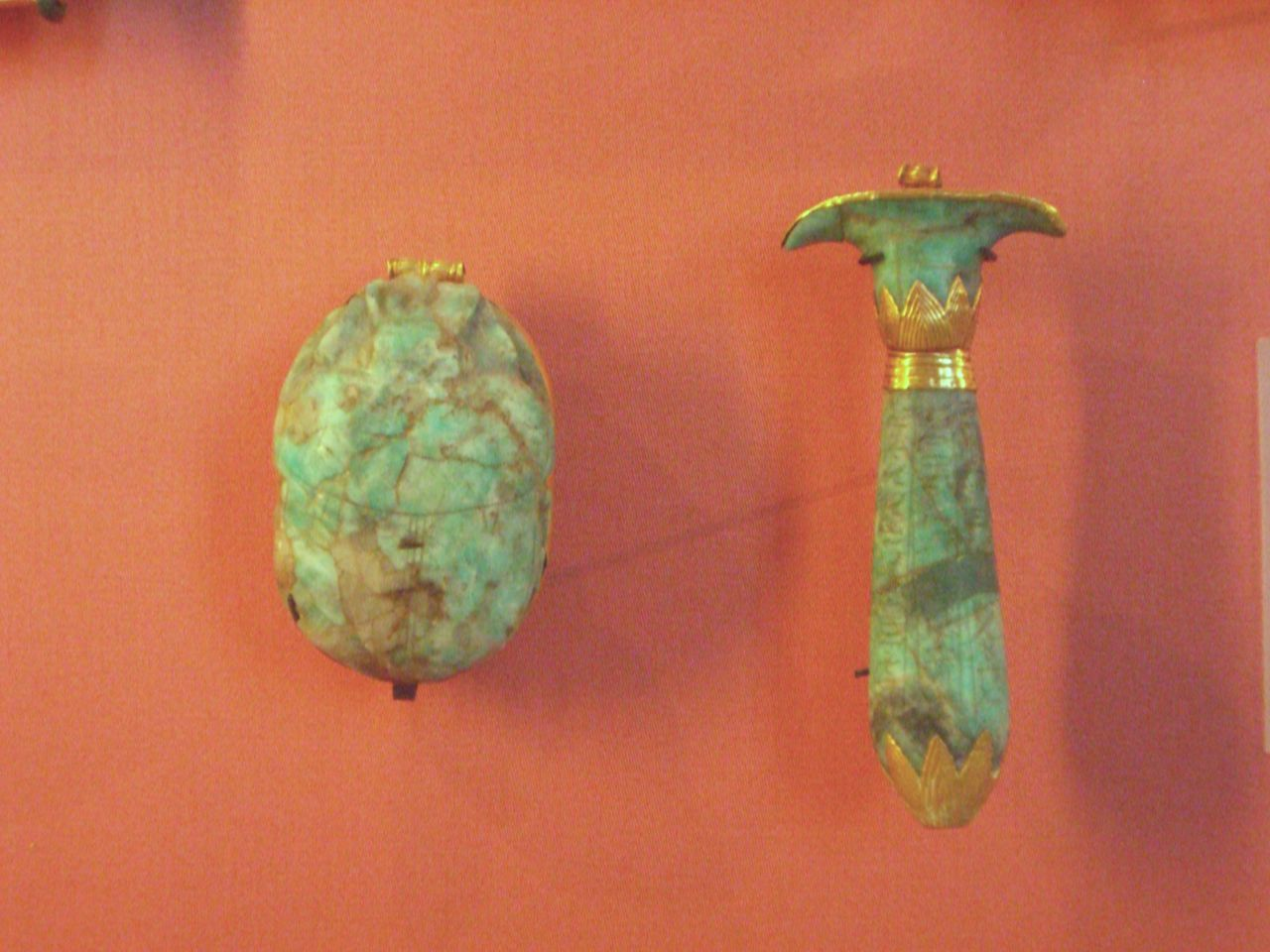
Amuletten in het Louvre
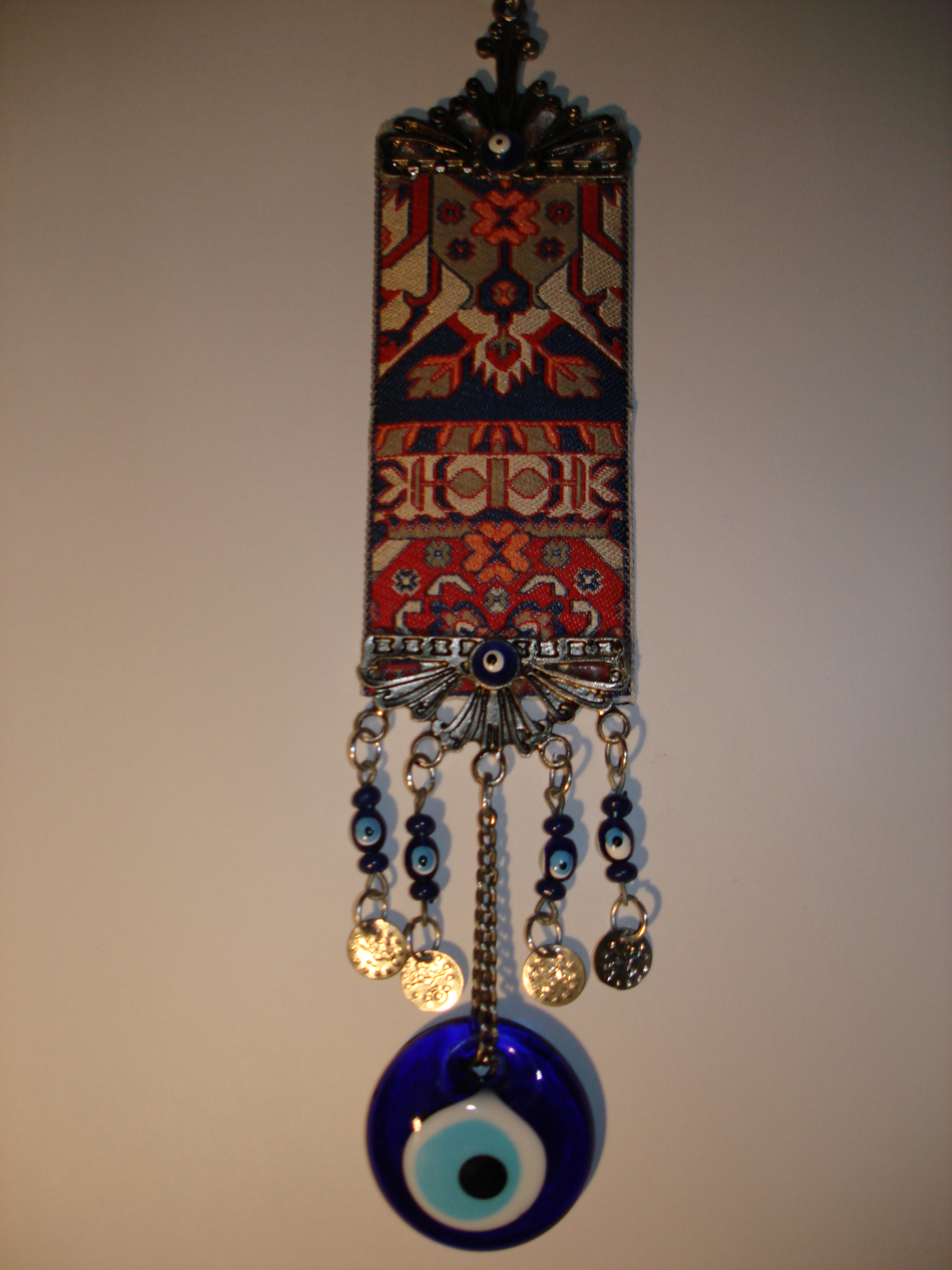
Amulet uit Iran (een nazar)
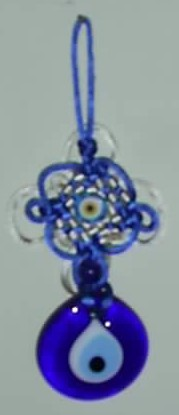
Turkse nazar-talisman tegen het Boze oog
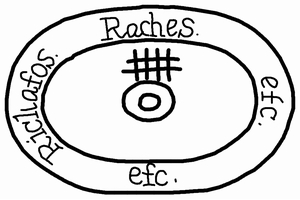
Duitse talisman tegen het Boze oog
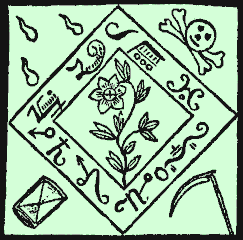
Ontwerp voor een amulet uit de Black Pullet, een grimoire uit de 18e eeuw
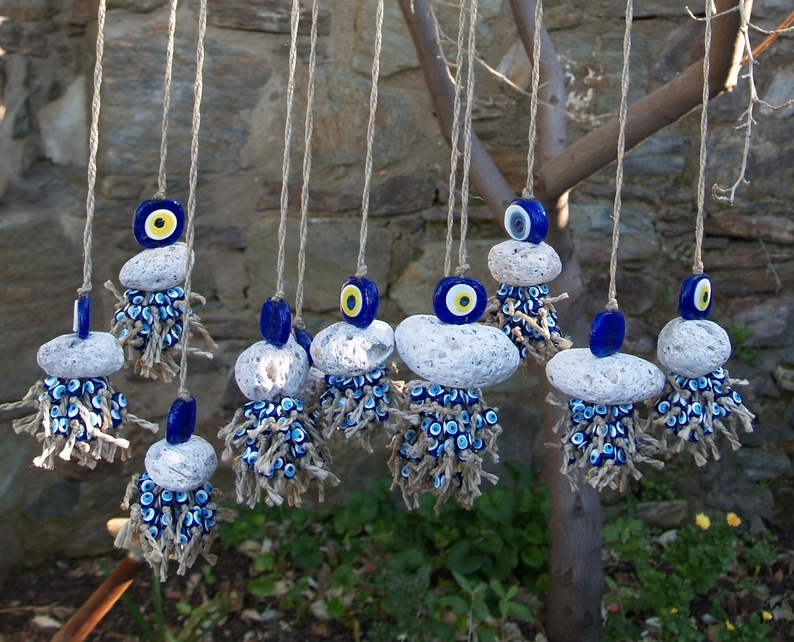
Talismannen in Turkije
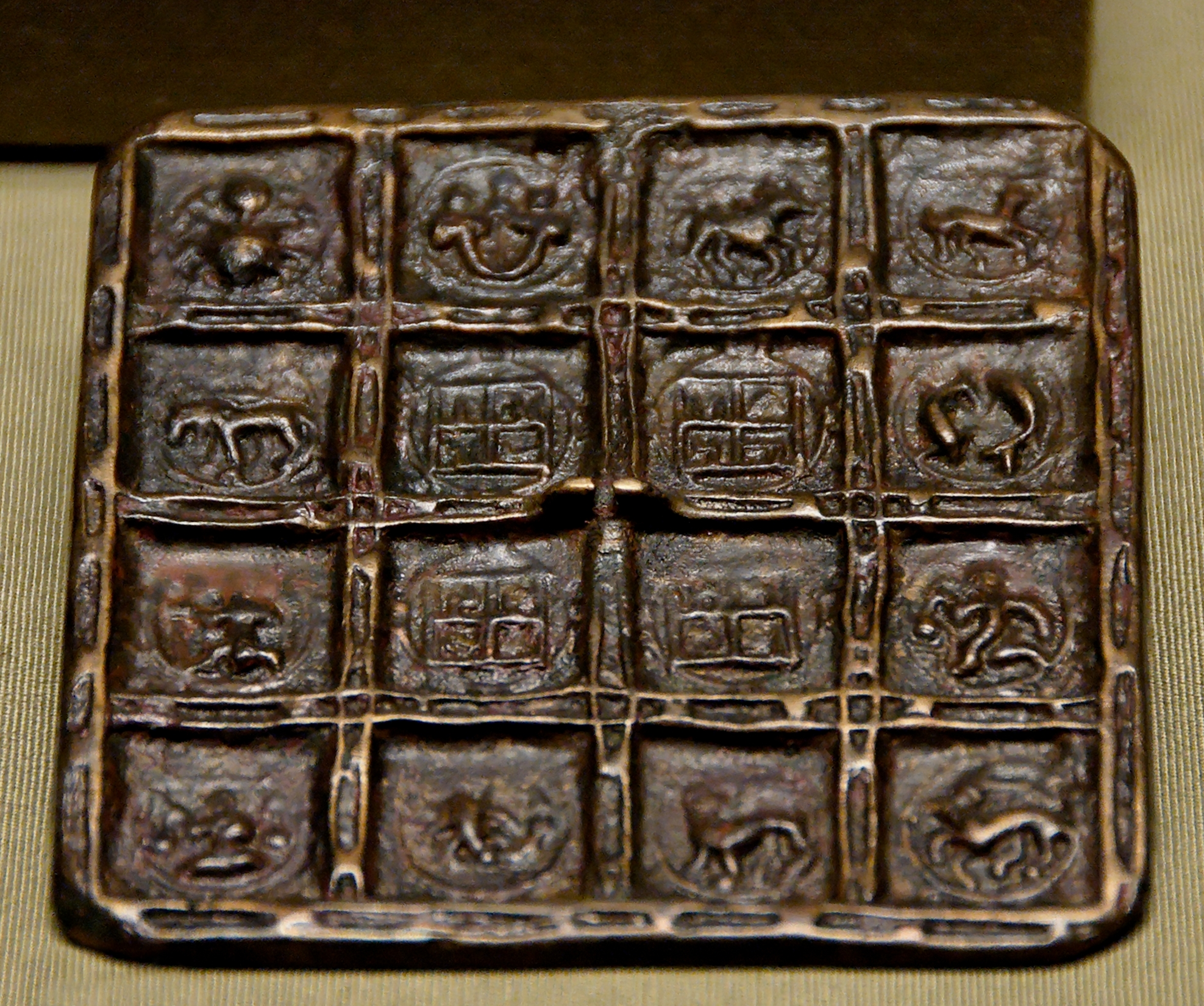
Talisman, Louvre
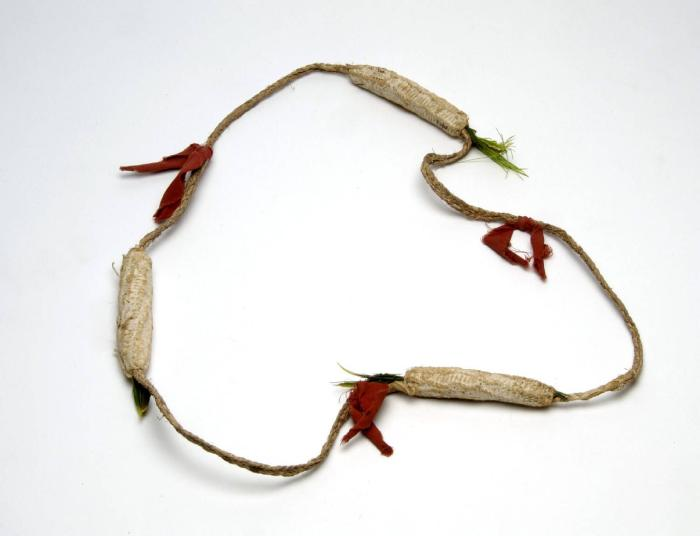
Winti-amulet
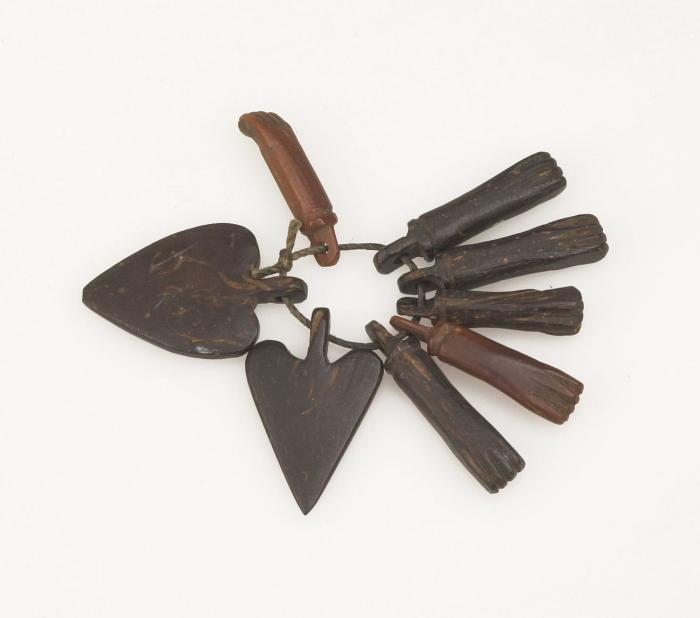
Winti-amulet
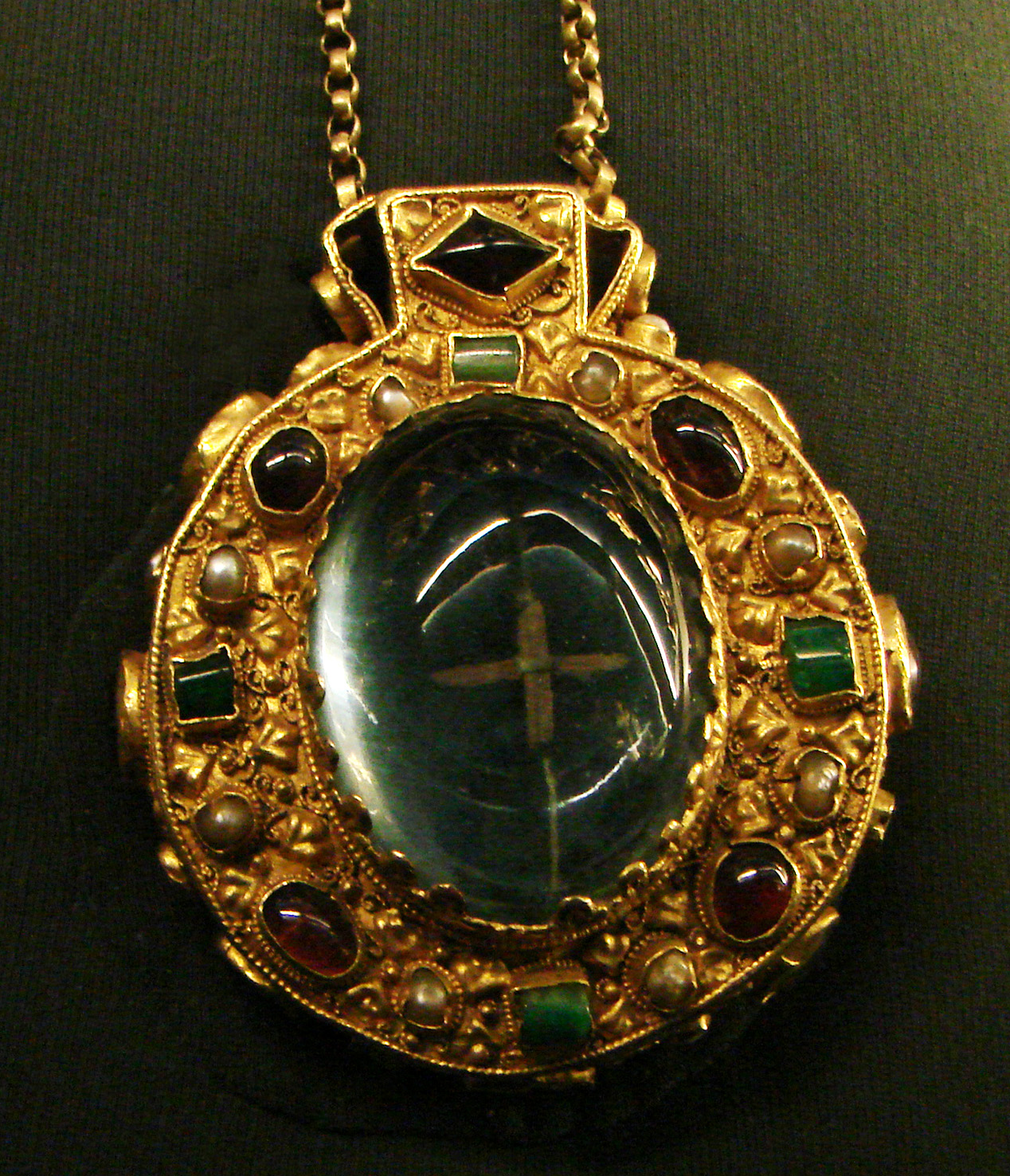
Talisman van Karel de Grote
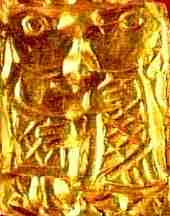
Freyr en Gerd op een Gullgubbe uit de ijzertijd
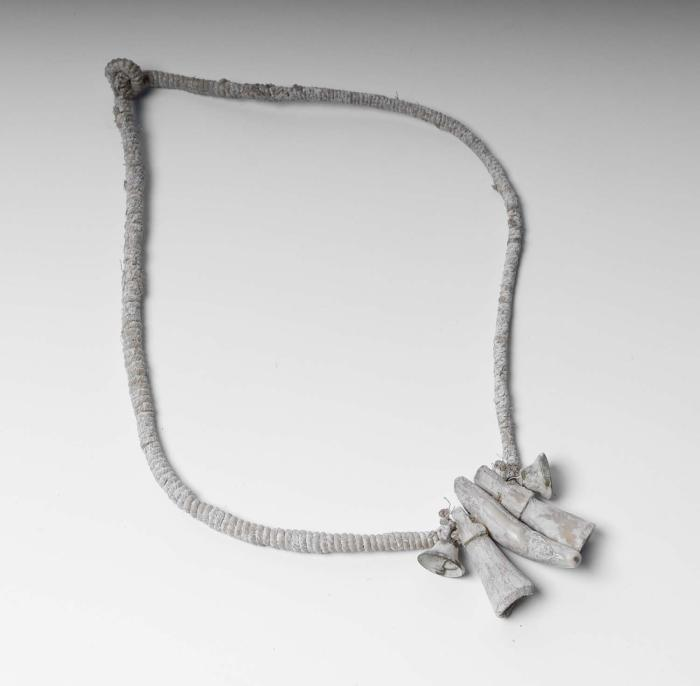
Winti-amulet. Het snoer is ingesmeerd met witte klei, pemba/pimba doti. Aan de voorkant hangen een jaguartand met aan weerszijden uit hout gesneden klokvormige koperen belletjes. De witte klei speelt een grote rol bij vele godsdienstige ceremoniën; men smeert zichzelf of amuletten in ter afwering van kwade krachten